# Tectella
Tectella Esale (beztrzonka) – rodzaj grzybów z rodziny grzybówkowatych (Mycenaceae). W Polsce występuje jeden gatunek.

## Systematyka i nazewnictwo
Pozycja w klasyfikacji według Index Fungorum: Mycenaceae, Agaricales, Agaricomycetidae, Agaricomycetes, Agaricomycotina, Basidiomycota, Fungi.
Polską nazwę zaproponował Władysław Wojewoda 2003 r.
Gatunki:
- Tectella luteohinnulea G. Stev. 1964
- Tectella patellaris (Fr.) Murrill 1915 – beztrzonka lepka
- Tectella phellodendri Singer 1943

Nazwy naukowe na podstawie Index Fungorum. Nazwy polskie według Władysława Wojewody.